# تشريتون (فيرجينيا)
تشريتون (بالإنجليزية: Cheriton, Virginia)‏ هي معلم جغرافي تقع في الولايات المتحدة في مقاطعة نورثهامبتون (فيرجينيا). يقدر عدد سكانها بـ 499 نسمة ومساحتها 2.7 كم2 وترتفع عن سطح البحر 6 متر.

## التركيبة السكانية
حدّد مكتب تعداد الولايات المتحدة بيانات التركيبة السكانية لتشريتون في تعداد الولايات المتحدة. في ما يلي، التركيبة السكانية حسب تعدادي 2000 و2010.

### تعداد عام 2000
بلغ عدد سكان تشريتون 499 نسمة بحسب تعداد عام 2000، وبلغ عدد الأسر 219 أسرة وعدد العائلات 135 عائلة مقيمة في البلدة. في حين سجلت الكثافة السكانية 176.3 نسمة لكل كيلومتر مربع (456.6/ميل2). وبلغ عدد الوحدات السكنية 239 وحدة بمتوسط كثافة قدره 84.5 لكل كيلومتر مربع (218.9/ميل2).
وتوزع التركيب العرقي للبلدة بنسبة 71.14% من البيض و27.45% من الأمريكيين الأفارقة و1% من الأعراق الأخرى و0.40% من عرقين مختلطين أو أكثر و1.60% من الهسبانيون أو اللاتينيون من أي عرق.
بلغ عدد الأسر 219 أسرة كانت نسبة 27.4% منها لديها أطفال تحت سن الثامنة عشر تعيش معهم، وبلغت نسبة الأزواج القاطنين مع بعضهم البعض 45.7% من أصل المجموع الكلي للأسر، ونسبة 11.9% من الأسر كان لديها معيلات من الإناث دون وجود شريك، بينما كانت نسبة 4.1% من الأسر لديها معيلون من الذكور دون وجود شريكة وكانت نسبة 38.4% من غير العائلات. تألفت نسبة 36.1% من أصل جميع الأسر من عدة أفراد يعيشون في نفس المنزل ونسبة 21% كانت تتألف من شخص يعيش بمفرده يبلغ من العمر 65 عاماً أو أكثر. وبلغ متوسط حجم الأسرة المعيشية 2.28، أما متوسط حجم العائلات فبلغ 2.90.
بلغ العمر الوسطي للسكان 44.2 عاماً. وكانت نسبة 21.8% من القاطنين تحت سن الثامنة عشر، وكانت نسبة 4.6% بين الثامنة عشر والرابعة والعشرين عاماً، ونسبة 24.6% كانت واقعةً في الفئة العمرية ما بين الخامسة والعشرين والرابعة والأربعين عاماً، ونسبة 25.3% كانت ما بين الخامسة والأربعين والرابعة والستين، ونسبة 23.6% كانت ضمن فئة الخامسة والستين عاماً فما فوق. يوجد لكل 100 أنثى 79.5 ذكر، ويوجد لكل 100 أنثى في الثامنة عشر من عمرها فما فوق 83.1 ذكر.
بلغ متوسط دخل الأسرة في البلدة 26,429 دولارًا، أما متوسط دخل العائلة فبلغ 39,028 دولارًا. وكان متوسط دخل الذكور 22,222 دولارًا مقابل 16,818 دولارًا للإناث. وسجل دخل الفرد الخاص بالبلدة 14,238 دولارًا. وكانت نسبة 7.8% من العائلات ونسبة 11.9% من السكان تحت خط الفقر، وكان من هؤلاء نسبة 8.8% تحت سن الثامنة عشر ونسبة 19.5% في الخامسة والستين من العمر وما فوق.

### تعداد عام 2010
بلغ عدد سكان تشريتون 487 نسمة بحسب تعداد عام 2010، وبلغ عدد الأسر 211 أسرة وعدد العائلات 127 عائلة مقيمة في البلدة. في حين سجلت الكثافة السكانية 172.1 نسمة لكل كيلومتر مربع (445.7/ميل2). وبلغ عدد الوحدات السكنية 243 وحدة بمتوسط كثافة قدره 85.9 لكل كيلومتر مربع (222.5/ميل2).
وتوزع التركيب العرقي للبلدة بنسبة 66.53% من البيض و28.75% من الأمريكيين الأفارقة و0.82% من الأمريكيين الأصليين و2.46% من الأعراق الأخرى و1.44% من عرقين مختلطين أو أكثر و6.16% من الهسبانيون أو اللاتينيون من أي عرق.
بلغ عدد الأسر 211 أسرة كانت نسبة 24.6% منها لديها أطفال تحت سن الثامنة عشر تعيش معهم، وبلغت نسبة الأزواج القاطنين مع بعضهم البعض 39.3% من أصل المجموع الكلي للأسر، ونسبة 17.5% من الأسر كان لديها معيلات من الإناث دون وجود شريك، بينما كانت نسبة 3.3% من الأسر لديها معيلون من الذكور دون وجود شريكة وكانت نسبة 39.8% من غير العائلات. تألفت نسبة 36% من أصل جميع الأسر من عدة أفراد يعيشون في نفس المنزل ونسبة 19.9% كانت تتألف من شخص يعيش بمفرده يبلغ من العمر 65 عاماً أو أكثر. وبلغ متوسط حجم الأسرة المعيشية 2.31، أما متوسط حجم العائلات فبلغ 2.99.
بلغ العمر الوسطي للسكان 45.3 عاماً. وكانت نسبة 22% من القاطنين تحت سن الثامنة عشر، وكانت نسبة 7.8% بين الثامنة عشر والرابعة والعشرين عاماً، ونسبة 19.7% كانت واقعةً في الفئة العمرية ما بين الخامسة والعشرين والرابعة والأربعين عاماً، ونسبة 31.4% كانت ما بين الخامسة والأربعين والرابعة والستين، ونسبة 19.1% كانت ضمن فئة الخامسة والستين عاماً فما فوق. وتوزع التركيب الجنسي للسكان بنسبة 44.8% ذكور و55.2% إناث.